# Mamadi Diakité
Mamadi Diakité (Conakry, 21 gennaio 1997) è un cestista guineano, professionista nella NBA G League con i Valley Suns.

## Statistiche
| † | Denota la stagione in cui Love ha vinto il titolo |

### NCAA
| Anno       | Squadra            | PG  | PT | MP   | TC%  | 3P%  | TL%  | RP  | AP  | PRP | SP  | PP   |
| ---------- | ------------------ | --- | -- | ---- | ---- | ---- | ---- | --- | --- | --- | --- | ---- |
| 2016-2017  | Virginia Cavaliers | 32  | 0  | 14,0 | 54,3 | 27,3 | 54,5 | 2,6 | 0,2 | 0,3 | 1,2 | 3,8  |
| 2017-2018  | Virginia Cavaliers | 34  | 0  | 15,6 | 57,7 | -    | 78,0 | 3,0 | 0,1 | 0,4 | 0,5 | 5,4  |
| 2018-2019† | Virginia Cavaliers | 38  | 22 | 21,8 | 55,0 | 29,4 | 70,0 | 4,4 | 0,3 | 0,4 | 1,7 | 7,4  |
| 2019-2020  | Virginia Cavaliers | 30  | 30 | 32,9 | 47,8 | 36,4 | 75,4 | 6,8 | 0,6 | 0,8 | 1,3 | 13,7 |
| Carriera   | Carriera           | 134 | 52 | 20,9 | 52,4 | 33,7 | 72,0 | 4,1 | 0,3 | 0,5 | 1,2 | 7,4  |

#### Massimi in carriera
- Massimo di punti: 21 vs South Carolina (22 dicembre 2019)[1]
- Massimo di rimbalzi: 13 vs James Madison (10 novembre 2019)
- Massimo di assist: 3 vs Virginia Tech (4 gennaio 2020)
- Massimo di palle rubate: 3 vs Marshall (31 dicembre 2018)
- Massimo di stoppate: 5 vs Auburn (6 aprile 2019)
- Massimo di minuti giocati: 42 vs Purdue (30 marzo 2019)

### NBA

#### Regular Season
| Anno       | Squadra             | PG | PT | MP   | TC%  | 3P%  | TL%  | RP  | AP  | PRP | SP  | PP  |
| ---------- | ------------------- | -- | -- | ---- | ---- | ---- | ---- | --- | --- | --- | --- | --- |
| 2020-2021† | Milwaukee Bucks     | 14 | 1  | 10,1 | 40,0 | 12,5 | 78,6 | 2,4 | 0,6 | 0,5 | 0,4 | 3,1 |
| 2021-2022  | Oklahoma Thunder    | 13 | 3  | 14,5 | 53,2 | 0,0  | 54,5 | 4,5 | 0,2 | 0,4 | 0,7 | 4,3 |
| 2022-2023  | Cleveland Cavaliers | 22 | 2  | 8,0  | 48,0 | 33,3 | 100  | 1,4 | 0,4 | 0,2 | 0,4 | 2,6 |
| 2023-2024  | San Antonio Spurs   | 3  | 0  | 5,3  | 80,0 | -    | 66,7 | 1,0 | 0,7 | 0,0 | 0,3 | 4,0 |
| 2023-2024  | N.Y. Knicks         | 3  | 0  | 2,7  | 0,0  | 0,0  | -    | 0,3 | 0,0 | 0,3 | 0,0 | 0,0 |
| Carriera   | Carriera            | 55 | 6  | 9,6  | 48,3 | 22,9 | 69,7 | 2,3 | 0,4 | 0,3 | 0,5 | 3,1 |

#### Play-off
| Anno     | Squadra         | PG | PT | MP  | TC%  | 3P%  | TL% | RP  | AP  | PRP | SP  | PP  |
| -------- | --------------- | -- | -- | --- | ---- | ---- | --- | --- | --- | --- | --- | --- |
| 2021†    | Milwaukee Bucks | 7  | 0  | 5,0 | 20,0 | 50,0 | 100 | 1,0 | 0,0 | 0,4 | 0,1 | 1,0 |
| 2024     | N.Y. Knicks     | 4  | 0  | 3,8 | 0,0  | 0,0  | 100 | 0,8 | 0,3 | 0,3 | 0,3 | 0,5 |
| Carriera | Carriera        | 11 | 0  | 4,5 | 15,4 | 25,0 | 100 | 0,9 | 0,1 | 0,4 | 0,2 | 0,8 |

#### Massimi in carriera
- Massimo di punti: 13 (2 volte)[2]
- Massimo di rimbalzi: 10 vs Dallas Mavericks (2 febbraio 2022)
- Massimo di assist: 3 vs Charlotte Hornets (9 aprile 2023)
- Massimo di palle rubate: 3 vs Chicago Bulls (16 maggio 2021)
- Massimo di stoppate: 3 vs Portland Trail Blazers (4 febbraio 2022)
- Massimo di minuti giocati: 38 vs Chicago Bulls (16 maggio 2021)

### G League
| Anno       | Squadra          | PG | PT | MP   | TC%  | 3P%  | TL%  | RP   | AP  | PRP | SP  | PP   |
| ---------- | ---------------- | -- | -- | ---- | ---- | ---- | ---- | ---- | --- | --- | --- | ---- |
| 2020-2021† | Lakeland Magic   | 12 | 3  | 27,7 | 58,3 | 50,0 | 75,0 | 10,3 | 2,1 | 0,6 | 2,1 | 18,5 |
| 2022-2023  | Cleveland Charge | 20 | 19 | 33,1 | 52,1 | 31,1 | 78,6 | 8,0  | 2,9 | 0,9 | 2,0 | 19,2 |
| 2023-2024  | Austin Spurs     | 11 | 2  | 25,6 | 60,0 | 33,3 | 63,6 | 8,8  | 0,9 | 0,7 | 1,5 | 15,9 |
| 2023-2024  | Westch. Knicks   | 23 | 5  | 23,5 | 44,8 | 29,8 | 75,0 | 5,8  | 1,8 | 0,5 | 1,1 | 8,8  |
| Carriera   | Carriera         | 66 | 29 | 27,5 | 53,0 | 31,9 | 74,1 | 7,8  | 2,1 | 0,7 | 1,6 | 14,9 |

## Palmarès
- Campionato NCAA: 1

Virginia Cavaliers: 2019
- Campionato NBA: 1

Milwaukee Bucks: 2021
- NBA G League: 1

Lakeland Magic: 2021